# Stefano Vecchi
Stefano Vecchi (Bergamo, 20 luglio 1971) è un allenatore di calcio ed ex calciatore italiano, di ruolo centrocampista, tecnico dell'Inter U23.

## Caratteristiche tecniche

### Giocatore
Tecnicamente poco raffinato, veniva impiegato come mediano davanti alla difesa, con compiti sia di rottura sia di costruzione.

### Allenatore
Nel suo modulo cerca di adattarsi alle caratteristiche tecniche dei propri giocatori. Utilizza di norma il 4-4-1-1, che può evolvere in un 4-2-3-1 o in un 4-3-3; richiede lo sfruttamento delle fasce laterali, un'alta intensità agonistica e la ricerca del gioco palla a terra.

## Carriera

### Giocatore
Cresciuto nel Ponte San Pietro, nel 1986 si trasferisce alle giovanili dell'Inter, dove rimane fino al 1990, quando passa in comproprietà all'Oltrepò.
Riscattato dai nerazzurri, nelle annate successive viene ceduto in prestito allo Spezia e poi all'Arezzo, entrambe in Serie C1. Nel 1993 viene ceduto (dapprima in compartecipazione e poi definitivamente) al Fiorenzuola, neopromosso in Serie C1: nella formazione valdardese rimane per quattro stagioni di terza serie, l'ultima delle quali da capitano, sfiorando la promozione in Serie B nel campionato 1994-1995, concluso con la sconfitta nella finale play-off. Nel 1997 si trasferisce al Brescello, allenato da Giancarlo D'Astoli che lo aveva già avuto nel Fiorenzuola, in cambio di Antonio Terracciano; nel 1999 passa alla SPAL, sempre in Serie C1 e sempre con D'Astoli, rimanendovi per quattro stagioni, due delle quali da capitano.
Nel 2003 viene acquistato a parametro zero dal Pavia, con cui partecipa al suo ultimo campionato di Serie C1 offrendo un rendimento inferiore alle attese, anche a causa di numerosi infortuni. Dopo la retrocessione del Pavia, si trasferisce al Pergocrema, in Serie D, con cui conclude la carriera agonistica.

### Allenatore

#### Gli inizi
Inizia l'attività di allenatore sulla panchina del Mapello, con cui ottiene la promozione in Eccellenza nella stagione 2005-2006.
Nel 2006 passa sulla panchina della Colognese, che allena per tre campionati consecutivi centrando due volte i playoff per la promozione in D, e in seguito allena la Tritium: con la formazione di Trezzo sull'Adda ottiene due promozioni in due anni, portandola a disputare il campionato di Lega Pro Prima Divisione, e vince la Supercoppa di Lega di Seconda Divisione nel 2011.

#### SPAL e Südtirol
Nel 2011 torna alla SPAL come allenatore, guidandola nel campionato di Lega Pro Prima Divisione 2011-2012; la stagione, nella quale arrivano problemi economici e 8 punti di penalizzazione, si conclude con la retrocessione ai play-out.
Dopo il fallimento degli estensi, passa sulla panchina del Südtirol, con cui raggiunge i play-off nel campionato 2012-2013.

#### Carpi
Il 17 luglio 2013, dopo una lunga trattativa con il Südtirol dovuta a problemi contrattuali e di patentino, diventa il nuovo allenatore del Carpi, neopromosso in Serie B. Viene esonerato il 17 marzo 2014 dopo aver ottenuto 39 punti in 29 gare e viene sostituito da Giuseppe Pillon.

#### Inter, primavera e prima squadra
Dalla stagione 2014-2015 è l'allenatore della formazione Primavera dell'Inter, che il 16 febbraio 2015 conduce alla vittoria del Torneo di Viareggio sconfiggendo il Verona in finale per 2-1. In Coppa Italia Primavera viene eliminato dalla Roma ai quarti di finale, mentre in campionato viene eliminato dalla Lazio sempre ai quarti. L'anno seguente esce in semifinale sia al Torneo di Viareggio che in campionato per mano rispettivamente di Palermo e Roma, mentre vince la Coppa Italia Primavera battendo la Juventus complessivamente per 3-1. Nella stagione 2016-2017 perde la Supercoppa Primavera contro la Roma, dal Viareggio esce ai quarti per mano del Sassuolo e dalla Coppa Italia viene eliminato dalla Roma in semifinale.
Il 1º novembre 2016, viene chiamato momentaneamente ad allenare la prima squadra dell'Inter sostituendo l’esonerato Frank de Boer. Esordisce il 3 novembre in Europa League contro il Southampton, perdendo 2-1. Il 6 novembre fa l'esordio in Serie A contro il Crotone, vincendo al Meazza per 3-0. L'8 novembre, dopo la nomina di Stefano Pioli come nuovo allenatore dell'Inter, Vecchi torna ad allenare la Primavera.
Il 9 maggio 2017, viene richiamato per condurre la squadra nelle ultime tre partite di campionato in sostituzione dell’esonerato Stefano Pioli. Al suo secondo esordio sulla panchina nerazzurra perde per 2-1 contro il Sassuolo; vince poi contro la Lazio per 1-3 e contro l'Udinese per 5-2 chiudendo il campionato al 7º posto.
Tornato alla guida della Primavera, l'11 giugno seguente vince il campionato battendo per 2-1 la Fiorentina, diventando così il primo e unico a vincere il campionato primavera sia da giocatore che da allenatore. Il 7 gennaio 2018 conquista anche la Supercoppa (la prima in assoluto per l’Inter), battendo per 2-1 la Roma, dopo essere uscito dalla Coppa Italia ai quarti per mano dell'Atalanta; uscirà invece dalla Youth League alla prima partecipazione eliminato agli ottavi dal Manchester City. Il 28 marzo vince il suo secondo Torneo di Viareggio, superando nella decisiva finale la Fiorentina per 2-1.
Il 9 giugno si riconferma campione d'Italia Primavera con l'Inter che supera nuovamente la Fiorentina nella finale giocata a Reggio Emilia e vinta per 2-0 dopo i tempi supplementari.

#### Venezia
Il 14 giugno diventa il nuovo tecnico del Venezia sostituendo Filippo Inzaghi, passato al Bologna. Il 12 ottobre, dopo sei partite (una vinta, una pareggiata e quattro perse), viene esonerato e sostituito da Walter Zenga.

#### Ritorno al Südtirol
Il 27 giugno 2019 torna sulla panchina del Südtirol, con cui firma un biennale. Nella prima stagione si piazza 4º nel girone B della Serie C e perde il secondo turno dei play-off. Nella seconda stagione arriva 3º sempre nel girone B stabilendo il record di punti per la squadra (75 in 38 partite) ed è l’Avellino ad eliminarlo al secondo turno della fase nazionale. A fine stagione lascia il club altoatesino, alla scadenza del contratto.

#### Feralpisalò
Il 17 giugno 2021, diventa il nuovo tecnico della Feralpisalò, con cui si lega fino al 2023. Dopo essere arrivato 3º nel girone A, porta il club lombardo fino alla semifinale play-off, dove la squadra viene però eliminata in due tempi dal Palermo.
Ciò nonostante, il 14 luglio 2022 rinnova ufficialmente il proprio contratto con la società fino al 2024. L'8 aprile 2023 con due turni d'anticipo, guida la squadra lombarda alla sua prima storica promozione in Serie B. Confermato anche per la prima stagione assoluta dei gardesani in Serie B, viene esonerato il 23 ottobre 2023 dopo aver collezionato una vittoria, due pareggi e sette sconfitte con la squadra al penultimo posto in classifica con cinque punti.

#### L.R. Vicenza
Il 20 dicembre 2023, viene ingaggiato come nuovo tecnico del Vicenza, che si trova all'8º posto del girone A di Serie C con 26 punti dopo 18 turni, con cui sottoscrive un contratto fino al 30 giugno 2025, sostituendo così l'esonerato Aimo Diana. Riesce a portare la squadra veneta al 3º posto in classifica e fino alla finale dei play-off perdendola contro la Carrarese.
Nell'annata seguente, invece, dopo il 2º posto nella stagione regolare, arriva fino alla semifinale play-off, venendo poi eliminato dalla Ternana. Il 26 giugno 2025, risolve di comune accordo il proprio contratto con il club veneto.

#### Inter U23
Il 24 luglio 2025 viene annunciato come allenatore dell'Inter U23, la neonata seconda squadra dell'Inter, militante nel campionato di Serie C.

## Statistiche

### Statistiche da allenatore
Statistiche aggiornate al 16 agosto 2025. In grassetto le competizioni vinte.
| Stagione           | Squadra            | Campionato         | Campionato | Campionato | Campionato | Campionato | Coppe nazionali | Coppe nazionali | Coppe nazionali | Coppe nazionali | Coppe nazionali | Coppe continentali | Coppe continentali | Coppe continentali | Coppe continentali | Coppe continentali | Altre coppe | Altre coppe | Altre coppe | Altre coppe | Altre coppe | Totale | Totale | Totale | Totale | % Vittorie | Piazzamento |
| Stagione           | Squadra            | Comp               | G          | V          | N          | P          | Comp            | G               | V               | N               | P               | Comp               | G                  | V                  | N                  | P                  | Comp        | G           | V           | N           | P           | G      | V      | N      | P      | %          | Piazzamento |
| ------------------ | ------------------ | ------------------ | ---------- | ---------- | ---------- | ---------- | --------------- | --------------- | --------------- | --------------- | --------------- | ------------------ | ------------------ | ------------------ | ------------------ | ------------------ | ----------- | ----------- | ----------- | ----------- | ----------- | ------ | ------ | ------ | ------ | ---------- | ----------- |
| 2005-2006          | Mapello            | Prom.              | 34         | 21         | 7          | 6          | -               | -               | -               | -               | -               | -                  | -                  | -                  | -                  | -                  | -           | -           | -           | -           | -           | 34     | 21     | 7      | 6      | 61,76      | 1º (prom.)  |
| 2006-2007          | Colognese          | D                  | 34         | 11         | 13         | 10         | CI-D            | 2               | 1               | 0               | 1               | -                  | -                  | -                  | -                  | -                  | -           | -           | -           | -           | -           | 36     | 12     | 13     | 11     | 33,33      | 10º         |
| 2007-2008          | Colognese          | D                  | 34+1       | 15         | 12+1       | 7          | CI-D            | 2               | 1               | 0               | 1               | -                  | -                  | -                  | -                  | -                  | -           | -           | -           | -           | -           | 37     | 16     | 13     | 8      | 43,24      | 5º          |
| 2008-2009          | Colognese          | D                  | 34+2       | 16+1       | 12         | 6+1        | CI-D            | 6               | 4               | 0               | 2               | -                  | -                  | -                  | -                  | -                  | -           | -           | -           | -           | -           | 42     | 21     | 12     | 9      | 50,00      | 3º          |
| Totale Colognese   | Totale Colognese   | Totale Colognese   | 105        | 43         | 38         | 24         |                 | 10              | 6               | 0               | 4               |                    | -                  | -                  | -                  | -                  |             | -           | -           | -           | -           | 115    | 49     | 38     | 28     | 42,61      |             |
| 2009-2010          | Tritium            | D                  | 34+2       | 24         | 8+1        | 2+1        | CI-D            | 2               | 1               | 0               | 1               | -                  | -                  | -                  | -                  | -                  | -           | -           | -           | -           | -           | 38     | 25     | 9      | 4      | 65,79      | 1º (prom.)  |
| 2010-2011          | Tritium            | 2D                 | 32         | 17         | 10         | 5          | CI-LP           | 5               | 3               | 1               | 1               | -                  | -                  | -                  | -                  | -                  | SdL-2D      | 2           | 1           | 1           | 0           | 39     | 21     | 12     | 6      | 53,85      | 1º (prom.)  |
| Totale Tritium     | Totale Tritium     | Totale Tritium     | 68         | 41         | 19         | 8          |                 | 7               | 4               | 1               | 2               |                    | -                  | -                  | -                  | -                  |             | 2           | 1           | 1           | 0           | 77     | 46     | 21     | 10     | 59,74      |             |
| 2011-2012          | SPAL               | 1D                 | 34+2       | 11         | 9+1        | 14+1       | CI-LP           | 8               | 6               | 1               | 1               | -                  | -                  | -                  | -                  | -                  | -           | -           | -           | -           | -           | 44     | 17     | 11     | 16     | 38,64      | 15º         |
| 2012-2013          | Südtirol           | 1D                 | 32+2       | 13         | 11+1       | 8+1        | CI+CI-LP        | 2+2             | 0+1             | 1+0             | 1+1             | -                  | -                  | -                  | -                  | -                  | -           | -           | -           | -           | -           | 38     | 14     | 13     | 11     | 36,84      | 4º          |
| 2013-apr. 2014     | Carpi              | B                  | 29         | 11         | 6          | 12         | CI              | 1               | 0               | 0               | 1               | -                  | -                  | -                  | -                  | -                  | -           | -           | -           | -           | -           | 30     | 11     | 6      | 13     | 36,67      | Eson.       |
| 2016-2017          | Inter              | A                  | 4          | 3          | 0          | 1          | CI              | -               | -               | -               | -               | UEL                | 1                  | 0                  | 0                  | 1                  | -           | -           | -           | -           | -           | 5      | 3      | 0      | 2      | 60,00      | Interim     |
| lug.-ott. 2018     | Venezia            | B                  | 6          | 1          | 1          | 4          | CI              | 1               | 0               | 0               | 1               | -                  | -                  | -                  | -                  | -                  | -           | -           | -           | -           | -           | 7      | 1      | 1      | 5      | 14,29      | Eson.       |
| 2019-2020          | Südtirol           | C                  | 27+1       | 15         | 3          | 9+1        | CI+CI-C         | 3+1             | 2+0             | 0+0             | 1+1             | -                  | -                  | -                  | -                  | -                  | -           | -           | -           | -           | -           | 32     | 17     | 3      | 12     | 53,13      | 4º          |
| 2020-2021          | Südtirol           | C                  | 38+4       | 21+2       | 12         | 5+2        | CI              | 2               | 1               | 0               | 1               | -                  | -                  | -                  | -                  | -                  | -           | -           | -           | -           | -           | 44     | 24     | 12     | 8      | 54,55      | 3º          |
| Totale Südtirol    | Totale Südtirol    | Totale Südtirol    | 104        | 51         | 27         | 26         |                 | 10              | 4               | 1               | 5               |                    | -                  | -                  | -                  | -                  |             | -           | -           | -           | -           | 114    | 55     | 28     | 31     | 48,25      |             |
| 2021-2022          | Feralpisalò        | C                  | 38+6       | 20+3       | 9+1        | 9+2        | CI-C            | 2               | 1               | 0               | 1               | -                  | -                  | -                  | -                  | -                  | -           | -           | -           | -           | -           | 46     | 24     | 10     | 12     | 52,17      | 3º          |
| 2022-2023          | Feralpisalò        | C                  | 38         | 20         | 11         | 7          | CI+CI-C         | 2+1             | 1+0             | 0+0             | 1+1             | -                  | -                  | -                  | -                  | -                  | SC-C        | 2           | 1           | 0           | 1           | 43     | 22     | 11     | 10     | 51,16      | 1º (prom.)  |
| lug.-ott. 2023     | Feralpisalò        | B                  | 10         | 1          | 2          | 7          | CI              | 2               | 1               | 0               | 1               | -                  | -                  | -                  | -                  | -                  | -           | -           | -           | -           | -           | 12     | 2      | 2      | 8      | 16,67      | Eson.       |
| Totale Feralpisalò | Totale Feralpisalò | Totale Feralpisalò | 92         | 45         | 22         | 25         |                 | 7               | 3               | 0               | 4               |                    | -                  | -                  | -                  | -                  |             | 2           | 1           | 0           | 1           | 101    | 48     | 23     | 30     | 47,52      |             |
| dic. 2023-2024     | Vicenza            | C                  | 20+8       | 13+4       | 6+3        | 1+1        | CI+CI-C         | -               | -               | -               | -               | -                  | -                  | -                  | -                  | -                  | -           | -           | -           | -           | -           | 28     | 17     | 9      | 2      | 60,71      | Sub., 3º    |
| 2024-2025          | Vicenza            | C                  | 38+4       | 25+2       | 8+1        | 5+1        | CI-C            | 3               | 2               | 0               | 1               | -                  | -                  | -                  | -                  | -                  | -           | -           | -           | -           | -           | 45     | 29     | 9      | 7      | 64,44      | 2º          |
| Totale Vicenza     | Totale Vicenza     | Totale Vicenza     | 70         | 44         | 18         | 8          |                 | 3               | 2               | 0               | 1               |                    | -                  | -                  | -                  | -                  |             | -           | -           | -           | -           | 73     | 46     | 18     | 9      | 63,01      |             |
| 2025-2026          | Inter U23          | C                  | 0          | 0          | 0          | 0          | CI-C            | 1               | 1               | 0               | 0               | -                  | -                  | -                  | -                  | -                  | -           | -           | -           | -           | -           | 1      | 1      | 0      | 0      | 100,00&    | in corso    |
| Totale carriera    | Totale carriera    | Totale carriera    | 548        | 270        | 149        | 129        |                 | 48              | 26              | 3               | 19              |                    | 1                  | 0                  | 0                  | 1                  |             | 4           | 2           | 1           | 1           | 601    | 298    | 153    | 150    | 49,58      |             |

## Palmarès

### Giocatore

#### Competizioni giovanili
- Campionato Primavera: 1

Inter: 1988-1989

#### Competizioni nazionali
- Serie D: 1

Pergocrema: 2004-2005

### Allenatore

#### Competizioni giovanili
- Torneo di Viareggio: 2

Inter: 2015, 2018
- Coppa Italia Primavera: 1

Inter: 2015-2016
- Campionato Primavera: 2

Inter: 2016-2017, 2017-2018
- Supercoppa Primavera: 1

Inter: 2017

#### Competizioni regionali
- Promozione: 1

Mapello: 2005-2006

#### Competizioni nazionali
- Campionato italiano Serie D: 1

Tritium: 2009-2010
- Lega Pro Seconda Divisione: 1

Tritium: 2010-2011
- Supercoppa di Lega Seconda Divisione: 1

Tritium: 2011
- Serie C: 1

Feralpisalò: 2022-2023 (girone A)